# Cappella di Sant'Uopo
La chiesa di Sant'Uopo è un edificio religioso situato nel comune di Chiaromonte, in Basilicata.
A chi percorre la strada statale 104 Sapri-Jonio, a ca. 5 km da Chiaromonte, verso est si offre la vista di una contrada che prende il suo nome da quello di un santo da tempo immemorabile venerato a Chiaromonte e nei paesi vicini: Sant’Uopo, la cui tradizione popolare ed ecclesiastica locale gli ha riservato un culto che ancora oggi viene praticato.

## Descrizione
Sant’Uopo è un santo che non figura in alcun Martirologio, né in quello Romano, né in quello di Beda, né in quello attribuito a San Girolamo, né in quello di Rabano Mauro, né in altri. È un santo locale di cui non abbiamo notizie storiche. Tuttavia il nome e il toponimo da questo derivato si trovano nel territorio dell’antica Noepoli come si legge in due documenti medievali, uno del 1145 e un altro del 1165 riportati nel Syllabus Graecarum membranarum del Trinchera. In tali documenti il personaggio è chiamato Santo (hagios).

In termine originario da cui deriva Euplo/Uopo parrebbe essere il greco Euplos, accanto al quale, nei testi latini si incontra anche Euplius che deriverebbe non più da Euplos bensì da Eupleios, ovvero “molto pieno”. La corrente ed attuale dizione di Uopo è sicuramente recente, perché nei vecchi documenti parrocchiali si legge sempre “Opo”.

Una chiesa dedicata al santo da remotissimi tempi è stata edificata nella contrada omonima. Della chiesa abbiamo sicure notizie da fonti scritte che risalgono al 1616, ma che rimandano, tuttavia, a tempi precedenti questa data. Lo storico Francesco elefante, nel suo "Luoghi sacri, casali e feudi" (1988 - pag.94) riferisce che "alla deposizione del parroco De Salvo seguì la ricostruzione della Cappella, che divenne ius patronato della MAtrice Chiesa di San Giovanni Battista.
Fu arricchita con devote donazioni /v.rogito notaoi Giac. Satriano in data 8.9.1685, ASP, 432). L'interno fu abbellito nel 1717 con un pregevole altare di legno, intagliato da Giuseppe Arbia di Chiaromonte e con un quadro di ottima fattura, poi deteriorato. Successivamente la Cappella, cui era annesso un fabbircato per l'alloggio dei onaci, rimasta senza manutenzione per lungo tempo, andò in rovina e fu abbandonata. Fu solo in tempip momderni che il parroco don Franco ferrara ha cercato dfi ricostruirla, ma non riuscì a completare l'opera per mancanza di fondi. Ora invece è interessata da un intervento completo di riparazione e consolidamento con fondi della L.219/81. La località di sant'Uopo, che ha un aggregato di case ai lati della strada statale 104, è anche sede di una fiera di merci ed animali il 22 maggio, giorno della ricorrenza del Santo, un tempo molto importante, tanto da durare tre giorni".
Il chiaromontese Nicola Lista riferiva:
(Percoco 1993. p.103 e segg.)
È proprio nel 1616 che un nobile chiaromontese per grazia ricevuta da Sant’Uopo fece riedificare a sue spese l’antica cappella, la quale dopo quella data fu abbellita e adornata con opere d’arte:
L’unico documento originale della cappella è un blocco iscritto, oggi murato sulla parete destra rispetto all’entrata, il quale riporta la data della riedificazione: AD 1616.
L’edificio si articola in una navata unica con ingresso orientato ad oriente e altare ad occidente. La copertura dell’edificio è a capanna con doppio spiovente. Nella porzione settentrionale si individua l’unico ambiente annesso all’edificio ecclesiastico adibito a sagrestia e magazzino. La piccola cappella è stata attualmente restaurata, mentre l’area antistante l’ingresso negli ultimi anni è stata abbellita e resa funzionale per la celebrazione del santo stesso il 22 maggio.

Lo sviluppo e gli stili architettonici dell’edificio furono cambiati più volte nella loro fisionomia ogni qual volta ci fosse bisogno di un restauro. Durante il secolo XX, a memoria d’uomo e grazie e cartoline e fotografie che ne testimonino il divenire. Ci sono due momenti in particolare: il primo quando l’edificio prende le sembianze di una chiesa gotica con archi a tutto sesto impiantando due bifore lungo il perimetrale orientale e realizzando un campanile quale corpo a parte; un secondo momento in cui vengono eliminati tutti questi feticci storici per ritornare all’immagine del luogo quale prima del detto cambiamento. Si riconosce, infatti, un piccolo campanile a capanna in facciata in cui è presente una piccola campana in bronzo e ogni elemento gotico viene rimosso.

## I miracoli di Sant’Uopo testimoniati in un manoscritto del 1616
Nel palazzo vescovile di Chiaromonte dal 6 giugno al 19 luglio 1616 furono rese al vicario generale dell’Ordinario diocesano testimonianze su miracoli operati da sant’Uopo. I miracolati hanno deposto le loro testimonianze sotto giuramento. I testimoni sono notabili, sacerdoti, medici e gente del popolo.

### Testimonianze di Paulo de Arbio
Al principio del mese di marzo del 1616 Paulo “una sera verso tre hore in circa di notte" si sentì male e chiamò i suoi figli Giovanni Tommaso e Giovanni perché lo aiutassero a medicare il “ruttorio” alla gamba, cioè una ferita che causava la fuoriuscita di pus e sangue. Mentre i figli erano intenti a curare la ferita, il genitore fu colpito da un malessere terribile: “et mentre stavano quelli medicandomi, mi senti occupare il core, in modo che mi levo’ subito la parola, et il moto del brazzo destro, et steva quasi morto, et li detti miei figli, per quanto mi dissero dopo, mi chiamavano, et Io non li rispondeva, né sentiva”. I figli, spaventati cominciarono a gridare “missere, missere” ma Paulo “steva come un o cadavero”. Fu chiamato allora il medico fisico Jacovo Canusio che “ordinò alcuni rimeij, però ni disse facemo quanto potemo per aiutarlo, ma questo è morto, et verso mezza notte se ne va perché ha una mala gutta et è vecchio”. Paulo dà così la sua testimonianza: “et così tutti mi stevano a torno, et in questo mji vende a mente s.to Opo, et mi voltai con la mente, che con altro non potevo, et li feci voto di reedificare la cappella di detto s.to posta in questo territorio di Chiaromonte, et subito mi senti levare quell’occupatione de core, et cominciai a parlare…”. E Catarina Lerro depone: “havea riceputo la grâ, poiché si sentiva meglio, et dopo’ si sanò da detta gutta, come lo videte”.
Paulo dopo tre mesi dalla sua guarigione, il 24 maggio, fece iniziare i lavori per la ricostruzione della cappella di Sant’Uopo.
Sant’Uopo è un Santo non proclamato, ma riconosciuto dalla Chiesa cattolica e può essere venerato come tale a norma del decreto di papa Alessandro VII, il quale stabiliva che i Beati e i Santi che godevano di un culto ininterrotto da più di cento anni e mai contestato, e che avessero avuto la visita dell’ordinario del luogo, potevano essere riconosciuti come Beati e Santi. E tale è il caso di S. Uopo.
Il decreto di papa Alessandro VII è stato emanato il 27 settembre 1659 e pubblicato il 3 febbraio 1660.